# Templo de la Patria
El Templo de la Patria, diseñado por Milton Barragán, es un museo y monumento en Quito, que rememora la batalla del Pichincha de 1822 en la cual el ejército realista español fue expulsado de la ciudad por las tropas independentistas a cargo del mariscal Antonio José de Sucre.

## Historia
La batalla de Pichincha, librada el 24 de mayo de 1822, marcó la expulsión del ejército realista por parte de las fuerzas locales en el contexto de la Campaña de Quito.
El enfrentamiento se dio en el sector conocido hoy como Cima de la Libertad en las faldas del volcán Pichincha. En 1922, durante la presidencia de José Luis Tamayo, se erigió un obelisco conmemorando a los comandantes patriotas y el valor presentado por el ejército español con motivo del centenario del enfrentamiento.
En 1970, las autoridades de la época determinaron la construcción de un edificio en el sitio, el «Templo de la Patria». Dos años más tarde, el Ministerio de Defensa del Ecuador convocó a un concurso de diseño para el museo y el arquitecto Milton Barragán resultó ganador. Según la académica Sonia Kraemer, el diseño habría sido basado en un “concepto escultórico que incluye jardinería zen, murales alusivos a la patria y relieves abstractos”.
En 1975, el Cuerpo de Ingenieros del Ejército inició la construcción del museo y fue inaugurado el 24 de mayo de 1982.
Desde entonces, el museo es administrado por el Ministerio de Defensa.

## Características

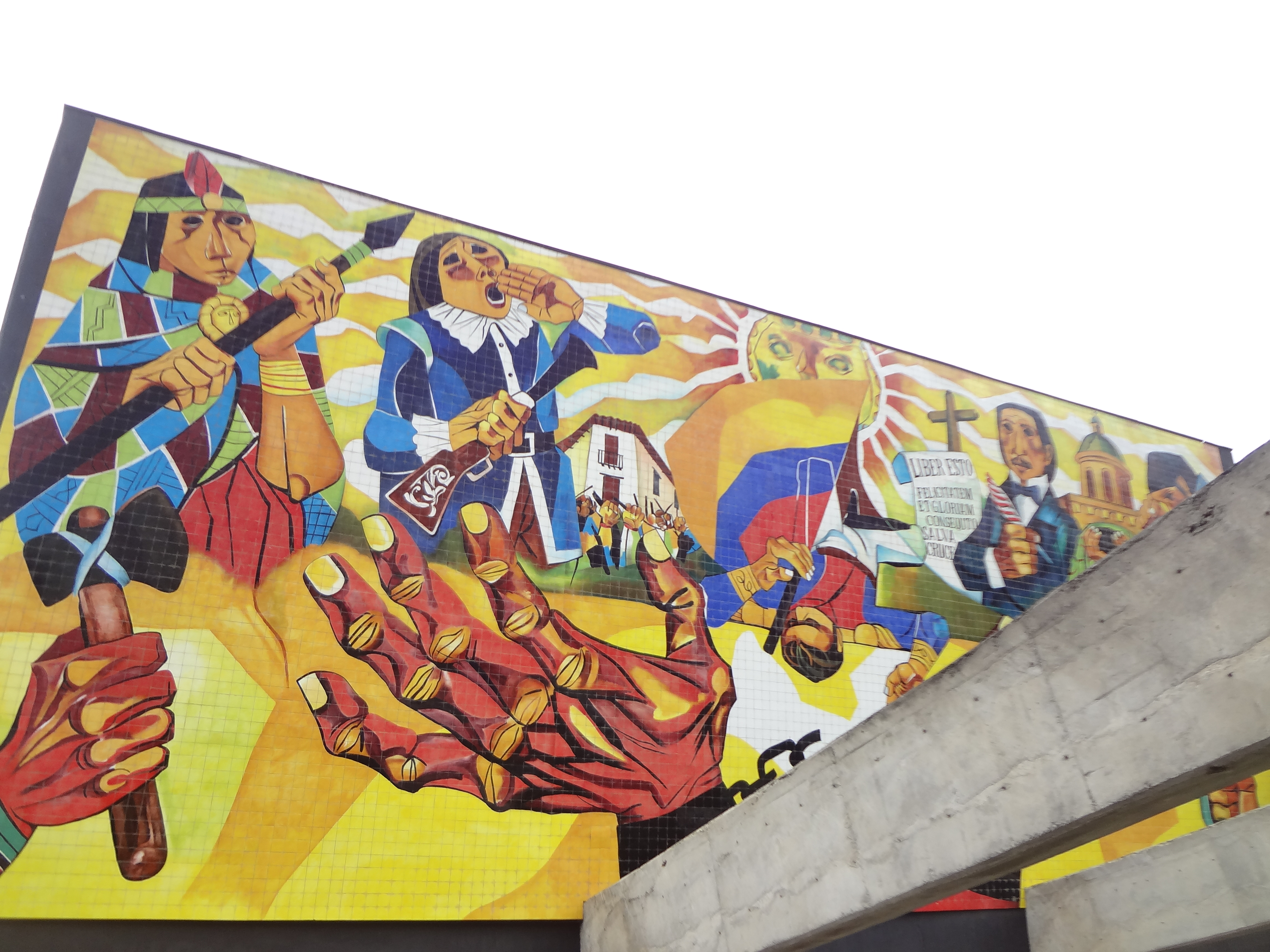
Mural «Canto a la Rebeldía» del pintor Eduardo Kingman

El proyecto es un espacio semienterrado, mientras el mausoleo cuenta con escaleras y aberturas cenitales que iluminan el interior. Asimismo, en su exterior se presenta el mural «Canto a la Rebeldía», a cargo del pintor Eduardo Kingman.

Su propuesta museográfica se integra por cinco salas que resumen la historia del Ecuador. 
El Templo de La Patria se concibe como una macroestructura paisajística, su presencia monumental en un entorno singular abierto al escenario natural de la ciudad de Quito se establece mediante la escultural secuencia de once pórticos de hormigón armado, que se adaptan a la pendiente de la ladera, bajo cuyas tribunas se alojan los elementos conmemorativos a lo largo de una plataforma semisubterránea.

## Crítica

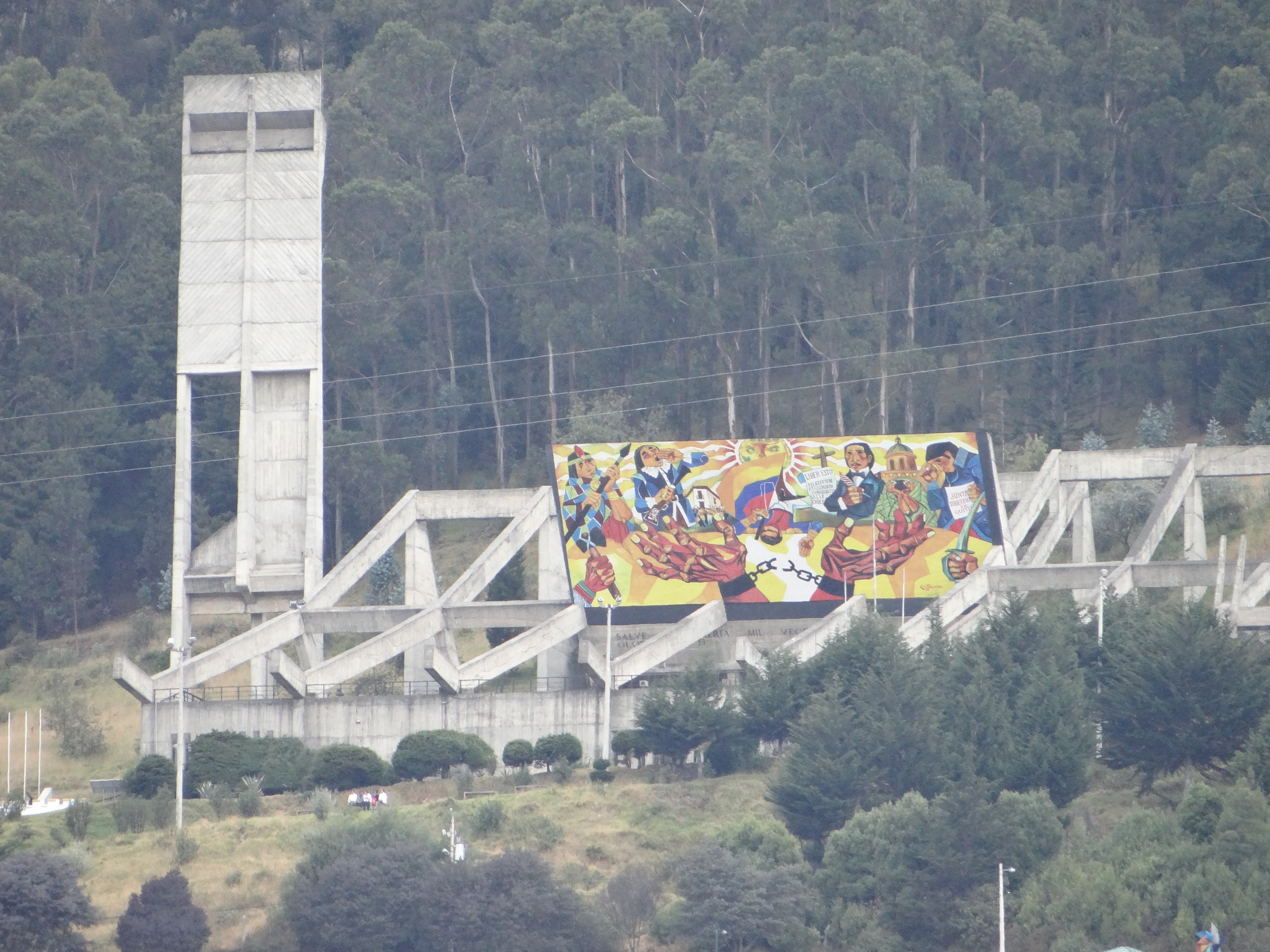
Vista del Templo de la Patria desde el Palacio de Pizarro en Quito

Ha sido descrita como "una obra que fortalece la memoria histórica del proceso independentista de la corona española. En este templo, las emociones afloran en los visitantes que recorren las salas y rincones, custodiados por la estética brutalista de Barragán, que nos narran la historia del nacimiento de un país".
El investigador español Jaime Ferrer Forés relaciona la obra con "el expresionismo escultórico y brutalista, pero también a la modernidad brasileña y los rotundos hormigones de Vilanova Artigas, Affonso Eduardo Reidy y Paulo Mendes da Rocha; a las megaestructuras de Kenzo Tange o de Clorindo Testa y al brutalismo corbusierano de Denys Lasdun o Claude Parent".